# Guarea eriorhachis
Guarea eriorhachis là một loài thực vật có hoa trong họ Meliaceae. Loài này được Harms mô tả khoa học đầu tiên năm 1928.